# Giulia Donato
Giulia Donato, née le 26 septembre 1992, est une coureuse cycliste italienne. Spécialiste de la piste, elle court également sur route. 

## Biographie
Sur piste, elle est plusieurs fois championne d'Italie, ainsi que championne d'Europe et vice-championne du monde dans les catégories de jeune. Lors de la manche de Coupe du monde de Cali en 2012, elle gagne la poursuite par équipes avec Beatrice Bartelloni et Maria Giulia Confalonieri. Elle est enrôlée de 2014 à 2017 dans l'armée italienne.
En 2016, elle fait son retour dans le peloton après deux ans d'absence en rejoignant l'équipe Servetto-Footon.
Elle arrête sa carrière à l'issue de l'année 2017. 

## Vie privée
Elle a été la compagne de Benjamin Thomas, également cycliste sur piste.

## Palmarès sur piste

### Championnats du monde
- Moscou 2009 (juniors)
  -  Médaillée d'argent de l'omnium juniors
- Minsk 2013
  - 8e de la poursuite par équipes

### Coupe du monde
- 2012-2013
  - 1re de la poursuite par équipes à Cali (avec Beatrice Bartelloni et Maria Giulia Confalonieri)

### Championnats d'Europe
| Édition / Épreuve                | Vitesse par équipes | Poursuite par équipes | Scratch | Omnium |
| Minsk 2009 (juniors)             |                     |                       | Or      |        |
| Saint-Petersbourg 2010 (juniors) | Bronze              |                       | Argent  |        |
| Anadia 2012 (espoirs)            |                     | Bronze                |         | 4e     |
| Panevėžys 2012                   |                     |                       |         | 9e     |
| Anadia 2013 (espoirs)            |                     |                       |         | 8e     |

### Championnats d'Italie
- 2011
  - 2e du 500 mètres
  - 3e de la poursuite par équipes
- 2012
  -  Championne d'Italie du keirin
  -  Championne d'Italie de vitesse par équipes (avec Simona Frapporti)
  -  Championne d'Italie d'omnium
  - 2e de la poursuite par équipes
  - 2e du scratch
- 2013
  - 3e de l'omnium
- 2015
  - 3e de la vitesse par équipes

## Palmarès sur route
- 2007
  - 2e du championnat d'Italie sur route cadettes
- 2008
  -  Championne d'Italie du contre-la-montre cadettes
- 2009
  -  Championne d'Italie du contre-la-montre juniors
  - 2e du championnat d'Italie sur route juniors